# Instytut Fizyczny im. P.N. Lebiediewa
Instytut Fizyczny im. P.N. Lebiediewa (rus. Физический институт имени П.Н.Лебедева Российской академии наук FIAN) – rosyjski instytut naukowy, będący częścią Rosyjskiej Akademii Nauk, specjalizujący się w fizyce.
Jeden z wiodących instytutów badawczych w Rosji w dziedzinie fizyki. Jest to również jedna ze starszych tego typu instytucji w Rosji. Jego historia sięga do kolekcji sprzętów laboratoryjnych do badań zjawisk fizycznych, ustanowionego przez Piotra Wielkiego w Kunstkamerze w Petersburgu w 1714 roku. W obecnym kształcie Instytut został utworzony w 1934 roku przez Siergieja Wawiłowa
Szeroki zakres działalności badawczej obejmuje: technologię laserową, strukturę ciemnej materii, nanostruktury, nadprzewodnictwo, promienie kosmiczne i astronomię promieniowania gamma. Instytut opracował technikę krystalizacji cyrkonii.

## Dyrektorzy Instytutu
- G.B. Bulfinger 1726–1730
- L. Euler 1731–1733
- G.W. Kraft 1733–1744
- G.W. Richmann 1744–1753
- M. Sofronov 1753–1756
- F.U. Aepinus 1756–1771
- L.Yu. Kraft 1771–1810
- V.V. Petrov 1810–1828
- G.F. Parrot 1828–1840
- E.Kh. Lenz 1840–1865
- B.S. Jacobi 1865–1874
- G.I. Vild 1874–1894
- B.B. Golicyn 1894–1916
- M.A. Rykachev 1916–1917
- N.S. Kurnakov 1917
- P.P. Lazarev 1917
- A.N. Krylov 1917–1921
- V.A. Steklov 1921–1926
- A.F. Ioffe 1926–1928
- A.N. Krylov 1928–1932
- I.M. Winogradow 1932–1934
- T.P. Kravets ?–1932
- S. Wawiłow 1932–1951
- D.I. Skobielcyn 1951–1972
- N.G. Basow 1973–1988
- L.V. Keldysh 1988–1994
- O.N. Krokhin 1994–2004[2]

## Nagrody Nobla
Członkowie Instytutu odznaczeni Nagrodą Nobla:
- 1958 - Pawieł Czerenkow, Igor Tamm, Ilja Frank,
- 1964 - Nikołaj Basow, Aleksandr Prochorow,
- 1975 - Andriej Sacharow,
- 2003 - Witalij Ginzburg.